# Ingo Neuhaus
Ingo Neuhaus (* 19. Februar 1969 in Karlsruhe) ist ein US-amerikanischer Schauspieler.

## Leben
Neuhaus wurde 1969 als Sohn von James Neuhaus, einem Veteranen der US-Army, in Karlsruhe geboren. Nach seinem Schulabschluss besuchte er die United States Army Airborne School und die Ranger School. Danach wurde er Mitglied des 1st Ranger Battalion. Er spielte erstmals 1991 in dem Film Die Ballade vom traurigen Cafe mit.

## Filmografie (Auswahl)
- 1991: Die Ballade vom traurigen Café
- 1994: Party of Five (Fernsehserie)
- 1994: Beverly Hills, 90210 (Fernsehserie)
- 1994: Emergency Room – Die Notaufnahme (ER) (Fernsehserie)
- 1995: The George Wendt Show (Fernsehserie)
- 1996: The Rock – Fels der Entscheidung
- 1996: Roseanne (Fernsehserie)
- 1996: Einsame Entscheidung (Executive Decision)
- 1997: JAG – Im Auftrag der Ehre (Fernsehserie)
- 1997: L.A. Confidential
- 1997: X-Factor: Das Unfassbare (Fernsehserie)
- 1997: Buffy – Im Bann der Dämonen (Fernsehserie)
- 1999: Sliders – Das Tor in eine fremde Dimension (Fernsehserie)
- 2001: CSI: Vegas (Fernsehserie)
- 2002: Second String
- 2003: Scrubs – Die Anfänger
- 2004: Malcolm mittendrin
- 2013: Southland
- 2013: Zeit der Sehnsucht
- 2015: The Comedians